# 戈德斯貝格河

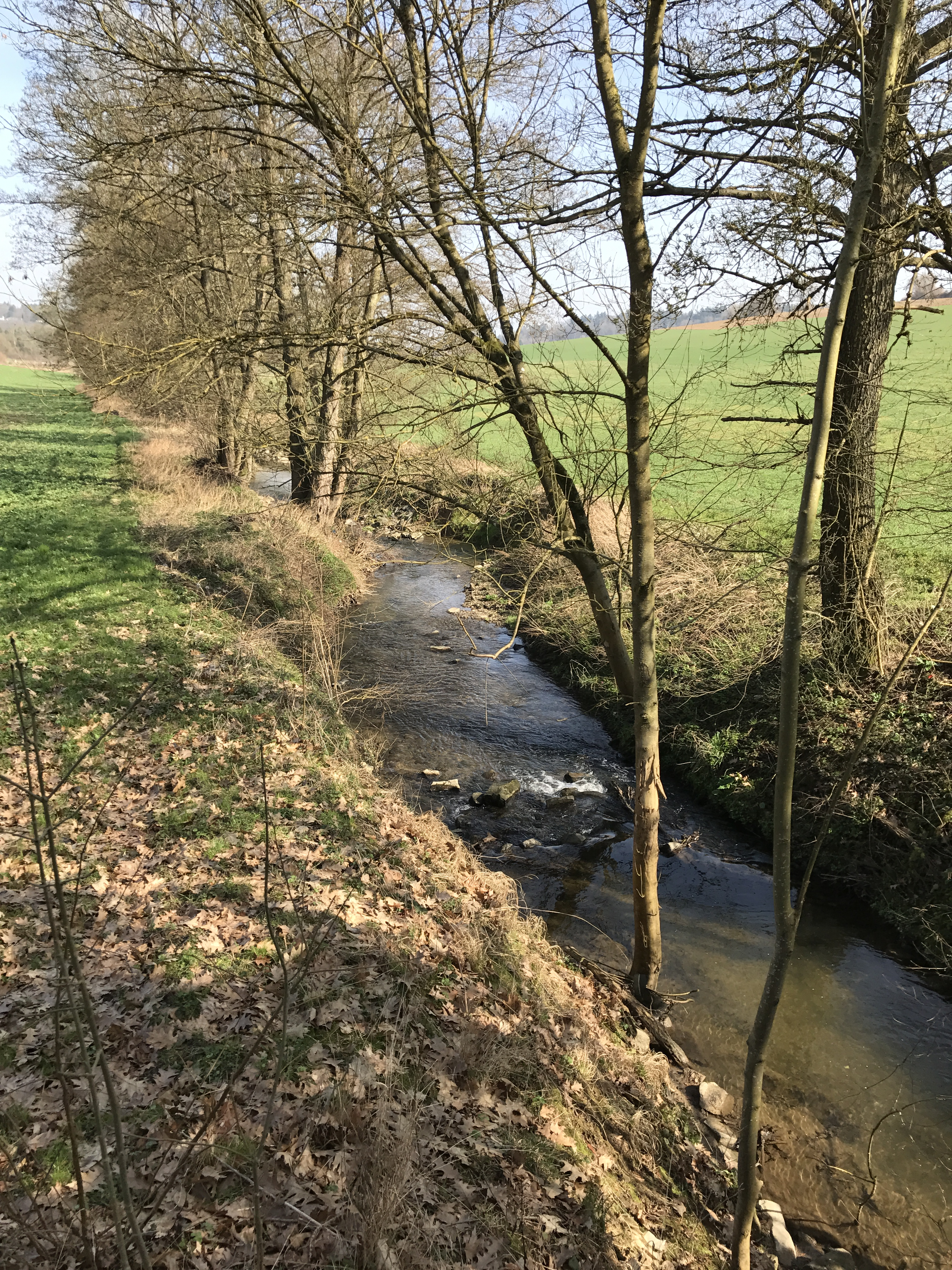

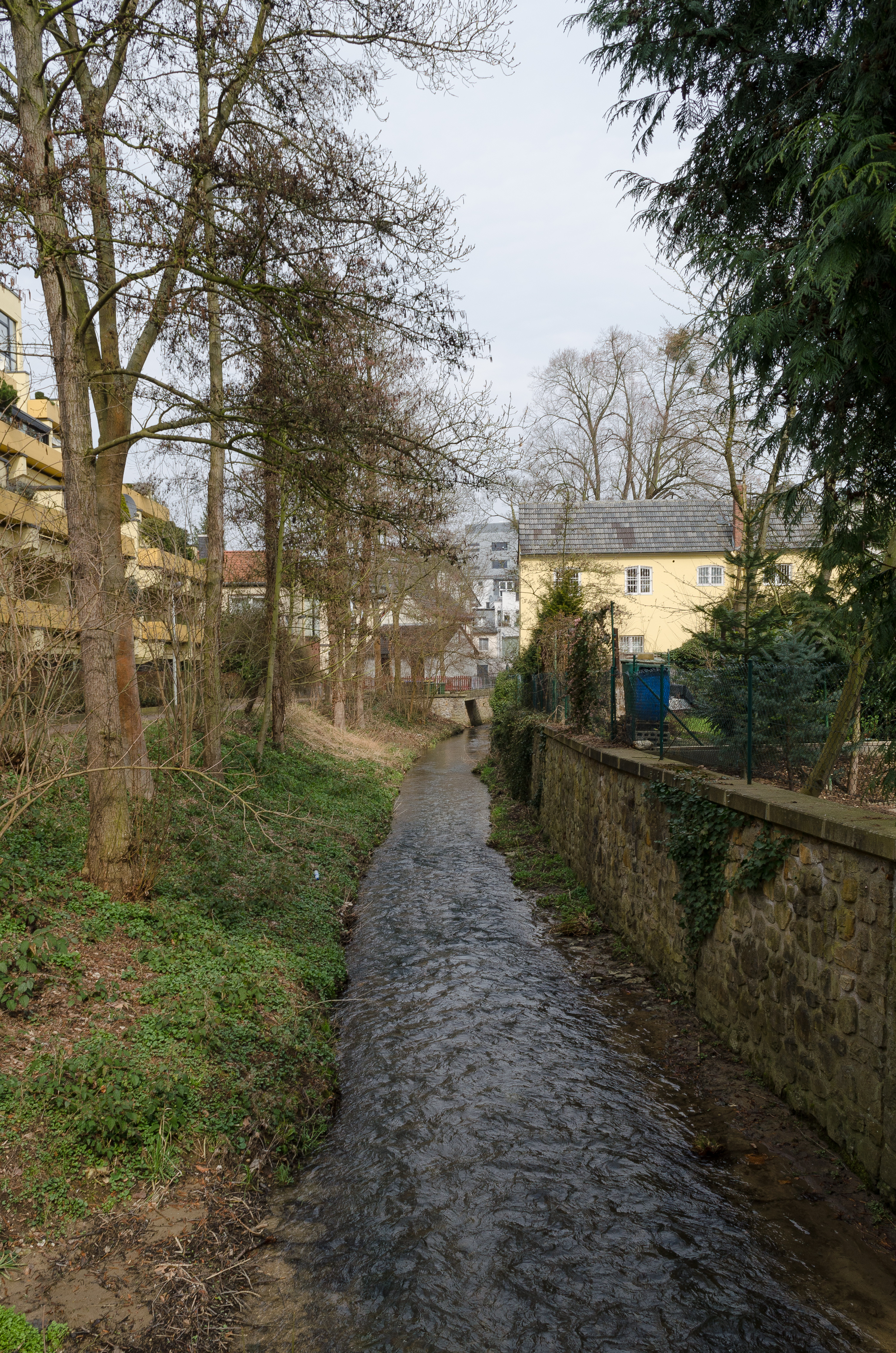

50°41′42.54″N 7°10′15.13″E / 50.6951500°N 7.1708694°E
戈德斯貝格河（德語：Godesberger Bach）是德國的河流，位於該國西部，流經北萊茵-威斯特法倫州，屬於萊茵河的左支流，河道全長15.5公里，流域面積36.3平方公里。